# Mu Horologii
Mu Horologii (33 Horologii) é uma estrela na direção da constelação de Horologium. Possui uma ascensão reta de 03h 03m 36.90s e uma declinação de −59° 44′ 15.4″. Sua magnitude aparente é igual a 5.12. Considerando sua distância de 138 anos-luz em relação à Terra, sua magnitude absoluta é igual a 1.99. Pertence à classe espectral F0IV.